# Eooxylides ritsemae
Eooxylides ritsemae är en fjärilsart som beskrevs av Van Eecke 1914. Eooxylides ritsemae ingår i släktet Eooxylides och familjen juvelvingar. Inga underarter finns listade i Catalogue of Life.